# Manfred Tripbacher
Manfred Tripbacher (* 23. Februar 1957 in Augsburg) ist ein ehemaliger deutscher Fußballspieler.

## Karriere
Tripbacher bestritt in der Saison 1976/77 im Trikot des FC Augsburg seine ersten beiden Spiele in der 2. Bundesliga. In dieser Zeit war er aber noch hauptsächlich für die Amateurmannschaft des Vereins aktiv. In der folgenden Saison hatte er dann einen Stammplatz bei der Zweitligamannschaft inne. Während der Hinrunde 1978/79 verließ er den Verein und wechselte in die Bundesliga zu Eintracht Braunschweig. Auch in der ersten Liga konnte sich Tripbacher durchsetzen. Mit dem BTSV stieg er 1980 in die zweite Liga ab. Der direkte Wiederaufstieg gelang allerdings. 1985 folgte der nächste Abstieg. Diesmal war man vom Wiederaufstieg weit entfernt und nach der Saison 1985/86, die mit dem 12. Platz in der zweiten Liga endete, wechselte Tripbacher im Zuge eines Sparkurses der Eintracht zurück zum FC Augsburg, der inzwischen nur mehr in der Bayernliga antrat. Ende der 1980er Jahre war er noch für den unterklassigen BC Harlekin aktiv – ein Projekt eines Spielhallen-Betreibers, der seinen eigenen Verein in den höherklassigen Fußball bringen wollte. Einer seiner Mannschaftskameraden war dort Reinhard Kindermann, mit dem er auch bei all seinen vorigen Stationen im Erwachsenenbereich zusammen gespielt hatte. Es folgte eine Tätigkeit als Spielertrainer beim TSV Schwaben Augsburg. Das Team war 1991 in die Bayernliga aufgestiegen, musste aber nach einer Saison den Abstieg hinnehmen.
Nach seinem Karriereende blieb er in Augsburg und führt heute (2011) einen Getränkehandel. Auch im Fußball ist er noch aktiv, so trainierte u. a. 2007/08 den TSV Fischach und spielt in der Traditionsmannschaft des FC Augsburg.

### Statistik
| Liga          | Spiele (Tore) |
| ------------- | ------------- |
| Bundesliga    | 161 (17)      |
| 2. Bundesliga | 120 (17)      |
| Wettbewerb    |               |
| DFB-Pokal     | 024 0(1)      |